# كيني ماي
كيني ماي (بالإنجليزية: Kenny May)‏ هو دراج أمريكي، ولد في 5 أبريل 1970 في ساكرامنتو في الولايات المتحدة.